# Vampiri nel folclore orientale
Il vampiro nel folclore orientale. L'Asia e le terre denominate con l'evocativo Oriente hanno avuto un peso fondamentale nella definizione dei miti e delle leggende vampiriche (e non solo) di moda nel mondo moderno, soprattutto per gli aspetti mostruosi e orripilanti, caratteri distintivi dei vampiri d'Oriente.

## In Cina
Una delle credenze cinesi più diffuse riguarda la molteplicità dell'anima; si ritiene, infatti, come già nell'Antico Egitto, che ogni essere umano possegga più anime, ognuna delle quali con un differente destino. Una di queste si pensa resti nel cadavere: è il p'o, il livello più basso: se il corpo ospite non viene distrutto completamente e viene anzi a trovarsi esposto ai raggi della Luna, o se entra a contatto con il sangue di un qualche animale, l'essenza vitale del p'o si fortifica, dando origine al  chiang-shi. Esso è uno spirito in grado di rianimare cadaveri o di costruirsi egli stesso un corpo partendo da materia putrescente e in decomposizione: ha gli occhi rossi, artigli affilati, una folta peluria e il colorito verdastro tipico dei cadaveri. Può volare, tramutarsi in nebbia, rendersi completamente invisibile. Per distruggerlo bisogna trovare il luogo del suo riposo diurno e dare fuoco al corpo marcescente.
Affiancato al chiang-shi c'è il kuei: questa razza di demoni viene generata dalle anime di coloro che in vita sono stati malvagi. Hanno la particolarità di muoversi sempre in linea retta, ma subitaneamente si voltano indietro non appena incontrano un ostacolo, anche semplice come un paravento di bambù.
Parte di questi miti ci sono giunti anche grazie al gran lavoro di ricerca di Jan Jacob Maria de Groot, trascritto nell'opera The Relìgious System of China: in questa sede, ad esempio, egli traduce il nome del chiang-shi letteralmente come corpo-spettro, riassumendo già nel nome l'essenza di questo mito.
In Tibet, infine, i vampiri sono rappresentati come terribili creature dagli occhi iniettati di sangue e con la bocca verde, divoratori di morti e padroni dei cimiteri.

## In Malesia
La Malaysia, patria della Tigre di Mompracem e luogo ospite di molti dei capolavori di Emilio Salgari, presenta anche un ricco folclore vampirico.
Si inizia la breve carrellata con le langsuir, donne morte di parto, che divenute vampiri acquistano il sembiante di bellissime e letali fanciulle, in grado di volare, con unghie lunghissime e capelli ancora più lunghi. Esse succhiano il sangue dei bambini grazie ad una fessura che hanno alla base del collo. Per sconfiggerle bisogna tagliar loro le unghie e coprire la fessura succhia-sangue con i loro stessi capelli. Infine, per impedire ad una donna morta di parto di diventare langsuir, le si riempie la bocca con pezzetti di vetro e le si trafiggono con gli aghi le palme delle mani. Lo stesso trattamento avviene al figlio nato morto, onde evitare che esso stesso si tramuti in vampiro, il pontianak, o mati-anak.
Letali sono anche i pennangalan, delle teste volanti con al collo una collana fatta da intestini animali dai quali gronda sangue mortale: per difendersi dai loro attacchi, gli abitanti dei villaggi pongono sulle loro case i rami di una pianta spinosa per far sì che i letali intestini vi restino impigliati.
Di natura sciamanica (molto simile alle bambole voodoo) sono i polong, che vanno creati da uno stregone in coppia con i pelesit. Entrambi sono delle piccole creature, non più grandi della punta del mignolo, il cui compito è quelli di uccidere il nemico designato dallo stregone stesso. Prima interviene il pelesit, che pratica nel corpo della vittima, con la sua coda a succhiello, il buco nel quale andrà a sistemarsi il polong. A questo punto il polong inizia il suo lavoro di succhiare il sangue del corpo ospite. Esso viene creato con un complesso rito sciamanico: viene versato il sangue di una persona assassinata all'interno di un'ampolla dal collo stretto e lungo, quindi si recitano alcune invocazioni. Dopo alcuni giorni, quando dall'ampolla si ode uno strano cinguettare, allora vuol dire che il polong è pronto e bisogna subito dargli del sangue affinché possa crescere sano e forte per la sua missione: generalmente la prima razione gli viene data dallo stregone stesso attraverso un dito della sua mano.
Inoltre vi è il bajang,  in genere di sesso maschile, che si presenta sotto forma di gatto. Il bajang è solito assalire i bambini, dato che secondo il mito questo demone proverrebbe dal corpo di un bambino nato morto.

## In India
Molte teorie vorrebbero l'Egitto come culla della civiltà. Molte altre invece propendono per una nascita asiatica della cultura odierna. In questo caso una delle culle possibili è l'India, che ha certamente una mitologia molto antica e, nel caso dei vampiri, probabilmente la più antica. Molti studiosi, infatti, ritengono che i miti indiani siano quelli originali non solo per quel che riguarda le superstizioni e i credo religiosi, ma anche per il caso specifico del vampiro.
Queste prime figure sono molto simili a demoni, spesso così temuti da dedicare loro la costruzione di templi votivi nei quali offrire loro in sacrificio degli animali per placare la loro fame ed evitare che si accaniscano sui villaggi. È il caso del bhuta, il più noto demone-vampiro indiano, un essere notturno che di giorno ha la possibilità di riposarsi sulle culle appese al soffitto che trova nei templi e nelle cappelle a lui dedicate.
Il più temibile ed antico vampiro indiano è però il rakshasa, le cui prime tracce si possono trovare negli antichi Rig Veda, secondo i quali l'uomo stesso è nato dal sangue di un essere o divinità primigenia denominato Parusa, simile al gigante Ymir della mitologia nordeuropea, che ha invece dato origine al mare. Il rakshasa è, dunque, un mutaforma, in grado di diventare lupo o anche bellissima donna, ma la cui forma originaria è quella di una pallida creatura luminosa con un alone azzurro intorno alla gola ed una cintura di campanelle alla vita, con il corpo perennemente macchiato di sangue. Volano e di notte si rifugiano sugli alberi: in vita erano uomini che sono diventati demoni poiché si sono nutriti del cervello dei loro simili.
Ad essi si aggiungono i baital, o vetala, che riposano appesi agli alberi a testa in giù, sono in grado di animare i cadaveri e camminano tra gli uomini in cerca di prede sotto le spoglie di pellegrini o donne anziane. Considerano se stessi come i re dei vampiri indiani e per questo spesso si presentano con vesti sgargianti ed impugnano una spada scintillante.
Il brahmaparush, invece, attinge il sangue delle vittime attraverso il loro teschio.
Insieme a queste figure, i testi vedici citano anche il divoratore di carne cruda, il kravyad, noto anche come yaksha. Temuto per la rapidità delle sue sortite, questo vampiro, oggi noto come pisacha, ha assunto anche alcune connotazioni benevole: simile ad una divinità capricciosa, esso può concedere favori a chi gli fa offerte di suo gradimento. Quando, infatti, una persona soffre di un male incurabile, ogni notte si reca ad un crocicchio con offerte di cibo nella speranza che compaia il pisacha e gli conceda una facile guarigione. Se, però, le offerte non sono di suo gradimento, egli si ciberà direttamente dal corpo del questuante. (Questa figura leggendaria ricorda la leggenda voodoo di Papa Legba, signore dei crocicchi, anch'esso capriccioso demone che concede i suoi favori o la morte a chi ne richiede i servigi - controllare)
Infine, resta da citare la jigarkhwar, vampiro-strega della regione del Sind, che con le sue arti magiche può arrecare danno agli esseri umani. Per neutralizzarla, bisogna marchiarle a fuoco le tempie, riempirle la bocca di sale e tenerla a testa in giù per quaranta giorni.
Buona parte di queste leggende sono giunte a noi anche grazie all'opera dello scrittore ed esploratore Richard Francis Burton, riunite nella raccolta Vrikam the Vampire.
Va menzionato, infine, che l'India è la terra dei thugs e della dea Kālī, la sanguinaria divinità quadrumane che porta in sé tracce di vampirismo e cannibalismo.

## In Giappone
Nonostante i vampiri appaiano nel cinema giapponese sin dagli anni cinquanta, il folklore alla base ha origini occidentali. La creatura più simile al vampiro nella tradizione culturale nipponica è forse il nukekubi, la cui testa e collo sono in grado di staccarsi dal corpo per volare via e andare a caccia di prede umane
Complice l'influenza occidentale, in Giappone la figura dei vampiri ha avuto larga diffusione, specie nel genere dei fumetti manga. Tra i più importanti: Batticuore notturno (1983), Hellsing (1998), Batticuore a mezzanotte (2002), e Karin (2003). Quest'ultimo costituisce un'originale rilettura del mito, in quanto Karin, la vampira protagonista, invece di succhiare sangue lo produce e deve liberarsene iniettandolo negli esseri umani, pena il sopraggiungere di improvvise epistassi.

In Giappone tramite l'opera di vari autori si affermata una nuova figura vampirica che si sta facendo strada anche nel mondo occidentale: il "vampiro purosangue", o "nato vampiro". I vampiri di Vampire Knight ne sono un esempio, come i Chiropteri di BLOOD+ ed i Vampiri di Sanctuary.